# Pustoi Island
Pustoi Island ist eine kleine unbewohnte Insel der Fox Islands, die zu den Aleuten gehören. Das Eiland liegt zwischen Unalaska und Umnak.